# The Veronicas
The Veronicas – australijski zespół pop-rockowy, który tworzą bliźniaczki Jessica Louise i Lisa Marie Origliasso.
Lisa Marie i Jessica Louise (starsza od siostry o minutę) urodziły się 25 grudnia 1984 roku w Brisbane (Australia), są z pochodzenia Włoszkami. Ich muzyka porównywana jest do utworów takich wykonawców jak Kelly Clarkson, Ashlee Simpson i Avril Lavigne.
Pierwszy singel zespołu nosi tytuł „4ever” i mieści się na debiutanckiej płycie The Secret Life of.... Bliźniaczki występują na scenie od piątego roku życia, eksperymentowały już z każdym stylem muzycznym i w 2005 roku nagrały płytę pop-rockową. Wcześniej brały udział w tworzeniu utworów dla innych zespołów, m.in. nagrały demo przygotowanej dla t.A.T.u. piosenki „All About Us”.
Wystąpiły także w serialach Cybergirl, Nie ma to jak hotel oraz 90210.
Poza siostrami Origliasso do zespołu należą także Sebastian „Chili” Gregory (perkusja), Jungle George (gitara) i Mike Sherman (gitara basowa).
W roku 2007 zespół The Veronicas zmienił styl z pop-rock na pop-electro. Na jego drugim albumie studyjnym, Hook Me Up, znalazły się hity Untouched i Hook Me Up. Płyta odniosła sukces w Australii, w związku z czym promowana była także w Ameryce i Europie.
Po podpisaniu kontraktu płytowego z Sony Music zespół rozpoczął pracę nad trzecim albumem The Veronicas, którego premiera odbyła się 21 listopada 2014.
10 czerwca 2016 roku wyszedł nowy singel „In My Blood”, który jest zapowiedzią kolejnej płyty.

## Dyskografia

### Albumy
- The Secret Life of... (2005) (x4 platyna, x1 złoto)
- Hook Me Up (2007) (x2 platyna, x1 złoto)
- The Veronicas (2014)

### DVD
- Exposed... The Secret Life of The Veronicas (2006)
- Revenge Is Sweeter Tour (2009)

### Single
- 2005: „4ever” (Australia #1, Niemcy #29, Polska #47, Nowa Zelandia #7, USA Pop 100 #88, Włochy #42, Belgia #26)
- 2005: „Everything I'm Not” (Austria #7, Nowa Zelandia #10, Australia #2)
- 2006: „When It All Falls Apart” (Austria #7, Nowa Zelandia #7, Australia #1, Belgia #19)
- 2006: „Revolution” (Australia #18)
- 2006: „Leave Me Alone” (Australia #41)
- 2007: „Hook Me Up” (Australia #1)
- 2007: „Untouched” (Australia #1)
- 2008: „This Love” (Australia #14)
- 2008: „Take Me on the Floor”
- 2008: „Popular”
- 2009: „4ever” (reedycja)
- 2012: „Lolita”
- 2014: „You Ruin me” (Australia #1) (Nowa Zelandia #16)
- 2014: „If You Love Someone”
- 2015: „Cruel”
- 2015: „Chains”
- 2016: „In My Blood”
- 2016: „On Your Side”
- 2017: „The Only High”

## Teledyski
| Rok  | Tytuł                               | Reżyseria                |
| ---- | ----------------------------------- | ------------------------ |
| 2005 | „4ever” (Australian version)        | Dave Meyers              |
| 2005 | „4ever” (US version)                | Adria Petty, Daniel Kern |
| 2005 | „Everything I'm Not”                | Robert Hales             |
| 2006 | „When It All Falls Apart”           | Robert Hales             |
| 2006 | „Revolution”                        | Taiyo Films              |
| 2007 | „Hook Me Up”                        | Scott Speer              |
| 2007 | „Untouched”                         | Anthony Rose             |
| 2008 | „This Love”                         | b.d.                     |
| 2008 | „Take Me on the Floor”              | b.d.                     |
| 2009 | „Take Me on the Floor” (US version) | Cameron Barnett          |
| 2009 | „4ever” (UK version)                | Kenneth Cappello         |
| 2012 | „Lolita”                            | Spencer Susser           |
| 2014 | „You ruin me”                       | Matt Sharp, Tapehead     |
| 2015 | „If you love someone”               | Matt Sharp, Tapehead     |
| 2015 | „Cruel”                             | b.d                      |
| 2016 | „In My Blood”                       | Sasha Samsonova          |
| 2016 | ,,On your side''                    | Ruby Rose                |

## Trasy koncertowe
- 2006 USA Tour (28.01.2006 – 3.03.2006)
- Australian Tour (13.04.2006 – 24.04.2006)
- The Revolution Tour (4.08.2006 – 27.08.2006)
- Hook Me Up Tour (30.11.2007 – 12.12.2007)
- Revenge Is Sweeter Tour (13.02.2009 – 9.08.2009)
- Sanctified Tour (13.02.2015)

## Nagrody
- MTV Australia Video Music Awards – Nowy zespół/artysta 2006
- MTV Australia Video Music Awards – Teledysk roku za 4ever 2006
- Pierwsze miejsce Channel [V]'s Top 50 Hottest Women in Music (50 najseksowniejszych kobiet w przemyśle muzycznym).
- TMF Awards – Nowy zespół/artysta międzynarodowy
- Arias 2006 – Najlepszy album pop The Secret Life of...
- Nickelodeon Australian Kid's Choice Awards 2006
- Dolly Teen Choice Awards – Najgorętszy muzyczny akt
- Nickelodeon Australian Kid's Choice Awards 2007 – Ulubiony zespół
- MTV Australia Video Music Awards 2008 – Najlepszy australijski zespół/artysta